# EVA Air

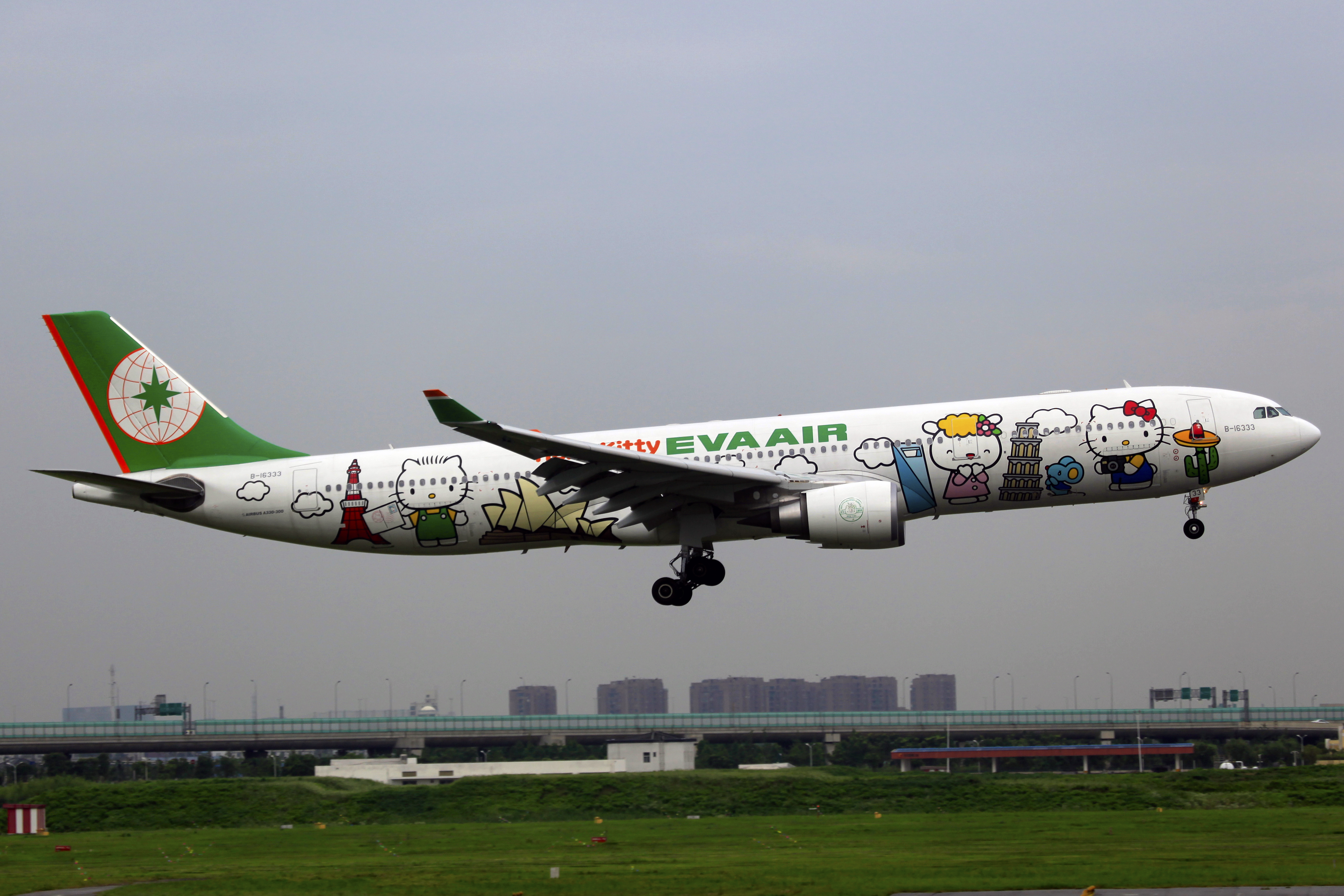
Airbus A330-300 należący do linii w specjalnym malowaniu "Hello Kitty"

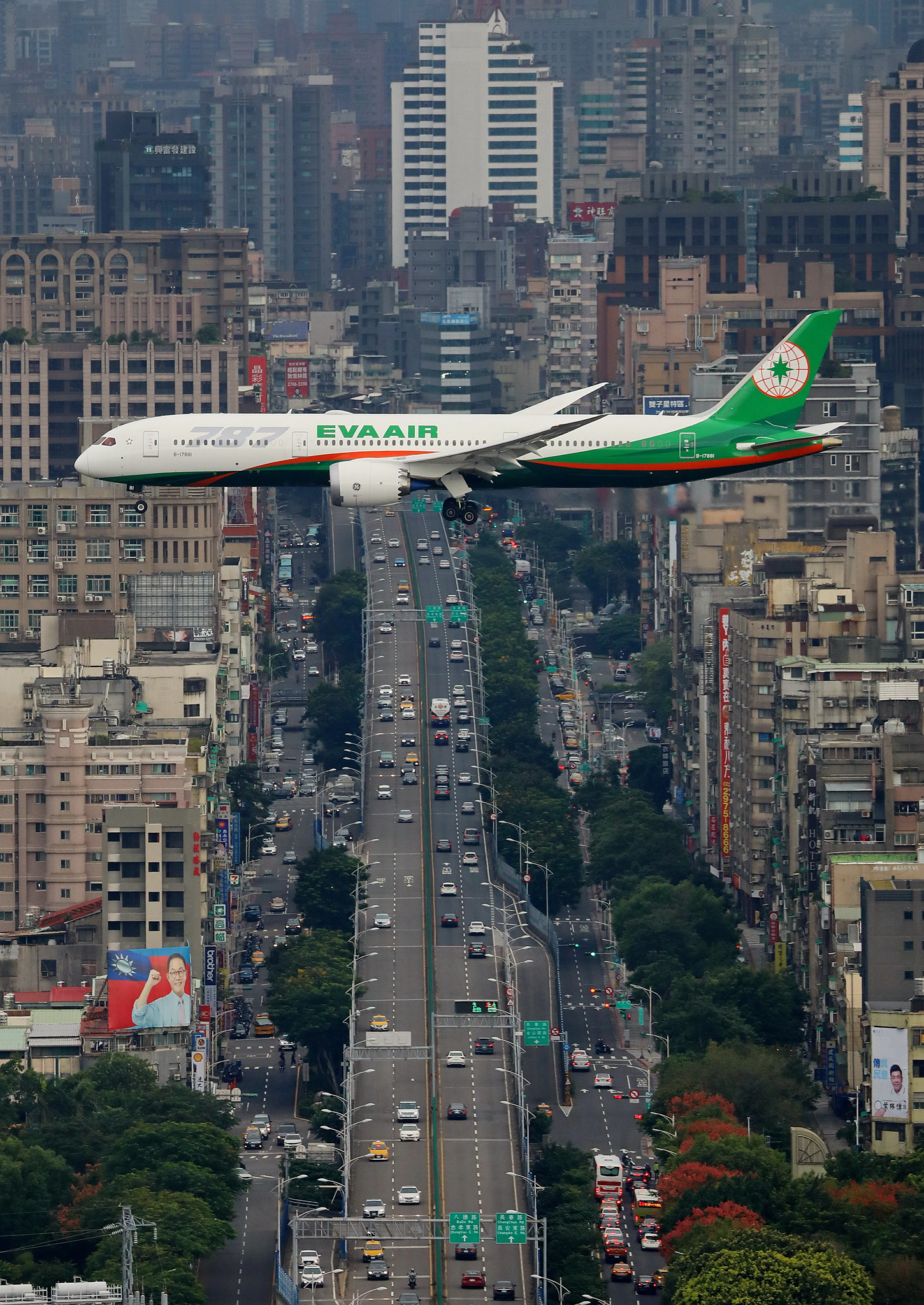
Boeing 787-9 EVA Air w okolicach lotniska Tajpej-Songshan

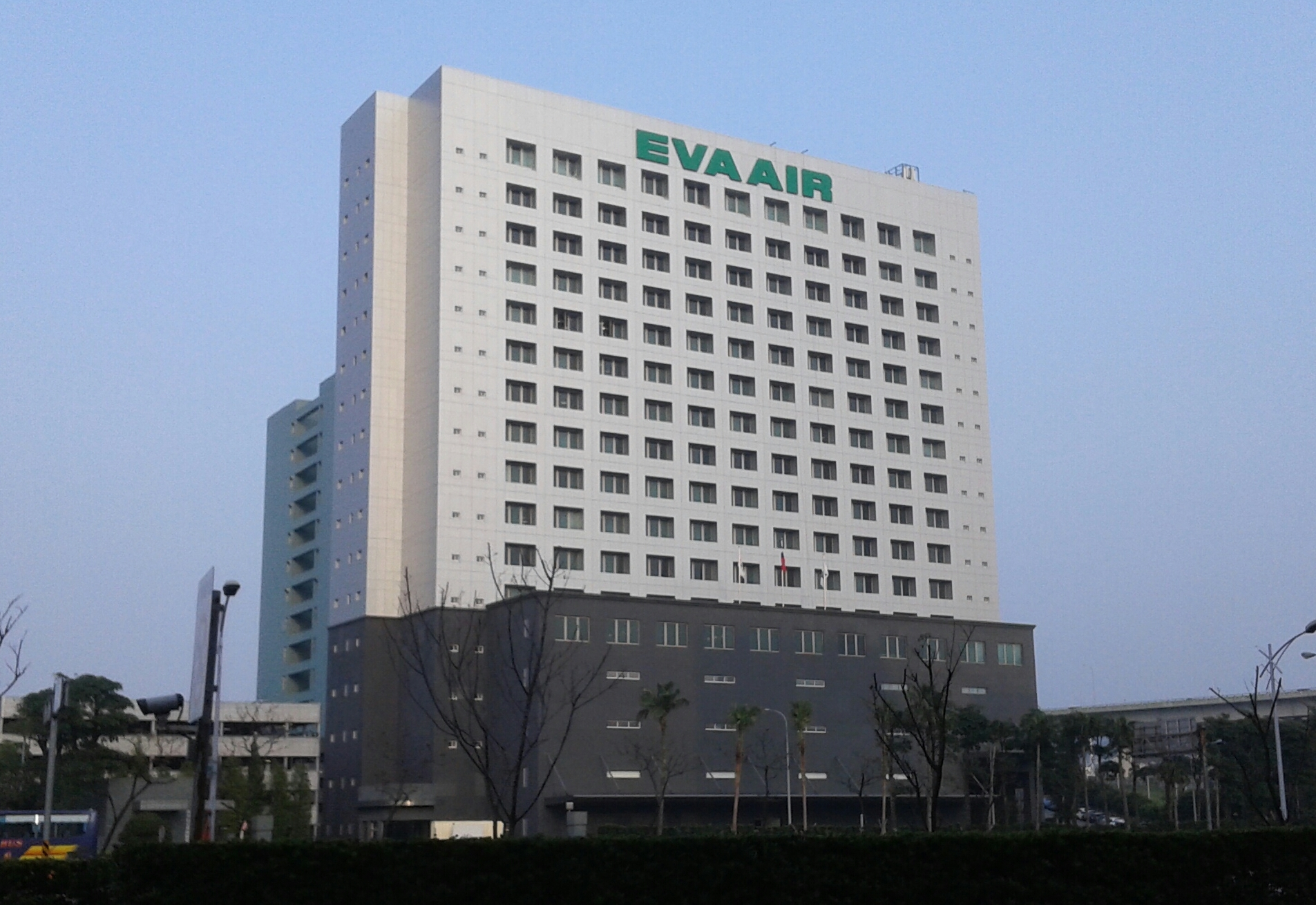
Siedziba

EVA Air (chiń. 長榮航空; pinyin Chángróng Hángkōng) – tajwańska linia lotnicza z siedzibą w Taoyuan. Obsługuje połączenia do Azji, Europy, Ameryki Północnej i Oceanii. Głównym hubem jest port lotniczy Tajpej-Taiwan Taoyuan.
Od 15 lipca 2013 linia jest członkiem sojuszu Star Alliance.
Od 2015 agencja ratingowa Skytrax przyznaje linii 5 gwiazdek.

## Porty docelowe
EVA Air obsługuje połączenia pasażerskie na 59 trasach, w tym 15 międzykontynentalnych:

### Ameryka Północna
| Państwo           | Miasto        | Port lotniczy                 | Uwagi |
| ----------------- | ------------- | ----------------------------- | ----- |
| Kanada            | Toronto       | Port lotniczy Toronto-Pearson |       |
| Kanada            | Vancouver     | Port lotniczy Vancouver       |       |
| Stany Zjednoczone | Chicago       | Port lotniczy Chicago-O’Hare  |       |
| Stany Zjednoczone | Houston       | Port lotniczy Houston-Bush    |       |
| Stany Zjednoczone | Los Angeles   | Port lotniczy Los Angeles     |       |
| Stany Zjednoczone | Nowy Jork     | Port lotniczy Nowy Jork-JFK   |       |
| Stany Zjednoczone | San Francisco | Port lotniczy San Francisco   |       |
| Stany Zjednoczone | Seattle       | Port lotniczy Seattle-Tacoma  |       |

### Azja i Oceania
| Państwo          | Miasto       | Port lotniczy                         | Uwagi |
| ---------------- | ------------ | ------------------------------------- | ----- |
| Australia        | Brisbane     | Port lotniczy Brisbane                |       |
| Chiny            | Chengdu      | Port lotniczy Chengdu-Tianfu          |       |
| Chiny            | Chongqing    | Port lotniczy Chongqing               |       |
| Chiny            | Guangzhou    | Port lotniczy Guangzhou               |       |
| Chiny            | Guilin       | Port lotniczy Guilin                  |       |
| Chiny            | Hangzhou     | Port lotniczy Hangzhou                |       |
| Chiny            | Hongkong     | Port lotniczy Hongkong                |       |
| Chiny            | Jinan        | Port lotniczy Jinan                   |       |
| Chiny            | Makau        | Port lotniczy Makau                   |       |
| Chiny            | Ningbo       | Port lotniczy Ningbo                  |       |
| Chiny            | Tiencin      | Port lotniczy Tiencin                 |       |
| Chiny            | Pekin        | Port lotniczy Pekin                   |       |
| Chiny            | Shenzhen     | Port lotniczy Shenzhen                |       |
| Chiny            | Szanghaj     | Port lotniczy Szanghaj-Hongqiao       |       |
| Chiny            | Szanghaj     | Port lotniczy Szanghaj-Pudong         |       |
| Chiny            | Xiamen       | Port lotniczy Xiamen                  |       |
| Chiny            | Zhengzhou    | Port lotniczy Zhengzhou               |       |
| Filipiny         | Angeles      | Port lotniczy Diosdado-Macapagal      |       |
| Filipiny         | Cebu         | Port lotniczy Mactan-Cebu             |       |
| Filipiny         | Manila       | Port lotniczy Manila                  |       |
| Indie            | Delhi        | Port lotniczy Chhatrapati Shivaji     |       |
| Indonezja        | Denpasar     | Port lotniczy Denpasar                |       |
| Indonezja        | Dżakarta     | Port lotniczy Dżakarta-Soekarno-Hatta |       |
| Japonia          | Fukuoka      | Port lotniczy Fukuoka                 |       |
| Japonia          | Komatsu      | Port lotniczy Komatsu                 |       |
| Japonia          | Matsuyama    | Port lotniczy Matsuyama               |       |
| Japonia          | Okinawa      | Port lotniczy Naha                    |       |
| Japonia          | Osaka        | Port lotniczy Kansai                  |       |
| Japonia          | Sapporo      | Port lotniczy Sapporo-Chitose         |       |
| Japonia          | Sendai       | Port lotniczy Sendai                  |       |
| Japonia          | Tokio        | Port lotniczy Tokio-Haneda            |       |
| Japonia          | Tokio        | Port lotniczy Tokio-Narita            |       |
| Kambodża         | Phnom Penh   | Port lotniczy Phnom Penh              |       |
| Korea Południowa | Seul         | Port lotniczy Seul-Inczon             |       |
| Malezja          | Kuala Lumpur | Port lotniczy Kuala Lumpur            |       |
| Singapur         | Singapur     | Port lotniczy Singapur-Changi         |       |
| Tajlandia        | Bangkok      | Port lotniczy Bangkok-Suvarnabhumi    |       |
| Tajlandia        | Chiang Mai   | Port lotniczy Chiang Mai              |       |
| Tajwan           | Kaohsiung    | Port lotniczy Kaohsiung               |       |
| Tajwan           | Tajpej       | Port lotniczy Tajpej-Songshan         |       |
| Tajwan           | Tajpej       | Port lotniczy Tajpej-Taiwan Taoyuan   | Hub   |
| Turcja           | Stambuł      | Port lotniczy Stambuł                 |       |
| Wietnam          | Da Nang      | Port lotniczy Da Nang                 |       |
| Wietnam          | Hanoi        | Port lotniczy Hanoi                   |       |
| Wietnam          | Ho Chi Minh  | Port lotniczy Tan Son Nhat            |       |

### Europa
| Państwo         | Miasto    | Port lotniczy                                | Uwagi |
| --------------- | --------- | -------------------------------------------- | ----- |
| Austria         | Wiedeń    | Port lotniczy Wiedeń-Schwechat               |       |
| Francja         | Paryż     | Port lotniczy Paryż-Roissy-Charles de Gaulle |       |
| Holandia        | Amsterdam | Port lotniczy Amsterdam-Schiphol             |       |
| Niemcy          | Monachium | Port lotniczy Monachium                      |       |
| Wielka Brytania | Londyn    | Port lotniczy Londyn-Heathrow                |       |
| Włochy          | Mediolan  | Port lotniczy Mediolan-Malpensa              |       |

## Flota
Według stanu na lipiec 2025 flota EVA Air składała się z 86 samolotów, w tym 9 wyłącznie do transportu cargo o średnim wieku 9,1 lat:
| Samolot          | Samolot | Samolot   | Liczba miejsc      | Liczba miejsc      | Liczba miejsc      | Liczba miejsc      | Liczba miejsc      | Uwagi                          |
| Model            | Aktywne | Zamówione | F                  | B                  | P                  | E                  | Łącznie            | Uwagi                          |
| ---------------- | ------- | --------- | ------------------ | ------------------ | ------------------ | ------------------ | ------------------ | ------------------------------ |
| Airbus A321-200  | 17      | –         | –                  | 8                  | –                  | 176                | 184                | Planowane wycofanie do 2032    |
| Airbus A321neo   | –       | 18        |                    |                    |                    |                    |                    | Planowane dostarczenie do 2032 |
| Airbus A330-300  | 8       | –         | –                  | 30                 | -                  | 279                | 309                | Planowane wycofanie do 2029    |
| Airbus A350-1000 | –       | 24        |                    |                    |                    |                    |                    | Planowane dostarczenie do 2030 |
| Boeing 777-300   | 33      | –         | 38                 | –                  | 64                 | 221                | 323                |                                |
| Boeing 777-300   | 33      | –         | 39                 | –                  | 56                 | 238                | 333                |                                |
| Boeing 777-300   | 33      | –         | 39                 | –                  | 56                 | 258                | 353                |                                |
| Boeing 787-9     | 4       | –         | 26                 | –                  | –                  | 278                | 304                |                                |
| Boeing 787-9     | 3       | 6         | 26                 | –                  | 28                 | 224                | 278                |                                |
| Boeing 787-10    | 12      | 5         | 34                 | –                  | –                  | 308                | 342                |                                |
| EVA Air Cargo    |         |           |                    |                    |                    |                    |                    |                                |
| Boeing 777F      | 9       | –         | Konfiguracja cargo | Konfiguracja cargo | Konfiguracja cargo | Konfiguracja cargo | Konfiguracja cargo |                                |
| Łącznie          | 86      | 53        |                    |                    |                    |                    |                    |                                |